# Gaslighting

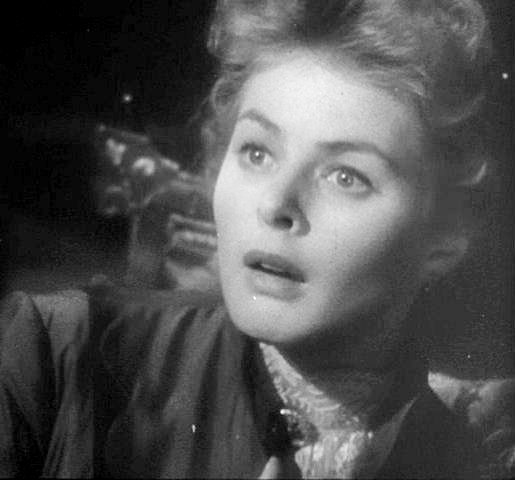
Ingrid Bergman în filmul Gaslight, 1944.

Procesul de gaslighting sau gas-lighting este o formă de abuz psihologic în care victima este supusă  îndoielii față de propria memorie, percepție și sănătate mintală. Pentru a realiza acest lucru, agresorul folosește diferite tehnici: de la negarea abuzurilor precedente, până la crearea unor situații în care victima sfârșește dezorientată.
Termenul își are originea în titlul unei piese de teatru din 1938, și a ecranizării ulterioare  Gaslight. Termenul este folosit în literatura clinică și de specialitate. 

## Etimologie
Piesa de teatru Gas Light din 1938, cunoscută și ca Angel Street în Statele Unite ale Americii, împreună cu ecranizările din 1940 și 1944 constituie originea termenului datorită manipulării psihologice sistematice a personajului principal asupra unei victime. În film, un soț încearcă să își convingă soția că este instabilă mental prin manipularea unor elemente minore din mediul înconjurător, insistând în permanență că ea greșește, că nu-și amintește bine lucrurile atunci când ea le menționează. Titlul original al filmului își are originea în diminuarea graduală de către soț a lămpilor cu gaz din casă, pe care acesta le folosea în pivniță atunci când săpa după o comoară. Soția observă diminuarea luminii din casă, însă soțul insistă asupra faptului că ea doar își imaginează acest lucru.
Termenul de "gaslighting" a început să fie folosit în mod colocvial încă din 1960 pentru a descrie procesul prin care o persoană manipulează simțul realității a unei alteia. Într-o carte din 1980 ce dezbate tema violenței asupra copiluilui, Florence Rush a sumarizat filmul lui George Cukor din 1944 Gaslight spunând: "chiar și astăzi cuvântul gaslighting descrie procesul prin care cineva încearcă să distrugă percepția asupra realității a altcuiva."

## Exemple
Sociopații utilizează metode de gaslighting foarte des. Deseori, sociopații sunt incapabili să empatizeze cu ceilalți, încalcă legi, și exploatează oameni, însă sunt mincinoși foarte convingători care își neagă în permanență greșelile. De aceea, cei victimizați de sociopați se îndoiesc de propriile percepții. 
Procesul de gaslighting apare și în cazul cuplurilor unde unul dintre parteneri este abuziv fizic, însă neagă în totalitate acest lucru. 
Gaslighting-ul poate fi observat în situații maritale: "Terapeuții pot contribui la amplificare stării de suferință prin interpretarea greșită a reacțiilor victimei. [...] Soții care se folosesc de această tehnică contribuie la provocarea atacurilor de panică, căderilor nervoase și, în cazuri extreme, la sinucidere." 
Și în relațiile părinte-copil sunt întâlnite elemente ale procesului de gaslighting, fie părinții, fie de copiii, fie ambii folosesc minciuna pentru a altera realitatea și a-l dezorienta pe celălalt. De asemenea, acest fenomen a fost observat și la relația dintre angajații clinicilor de psihiatrie și pacienți.

## Introiecție
Într-un articol de mare influență din 1981, Some Clinical Consequences of Introjection: Gaslighting, Calef și Weinshel analizează proiectarea psihologică și introiecția de la agresor la victimă: "aceste fenomene se bazează pe un transfer special... de conflicte mentale dureroase."
Autorii explorează o varietate de motive pentru care victimele au "o tendință de a incorpora și asimila ce alții externalizează și proiectează pe aceștia", conchizând că fenomenul de gaslighting ar putea fi "un sistem foarte complex ce cuprinde contribuții de la mai multe elemente ale aparatului psihologic." Dorpat descrie acest eveniment ca fiind identificare proiectivă.

## Opoziție
Tratând femeile în particular, Hilde Lindemann apără cu empatie că în aceste cazuri, abilitatea victimei de a se opune manipulării psihologice depinde de "abilitatea acesteia de a avea încredere în propria-i judecată." Establishment of "counterstories" may help the victim reacquire "ordinary levels of free agency."

## În media
Regizorul britanic Adam Curtis a sugerat că războiul asimetric (descris de Vladislav Surkov, consilierul politic al lui Vladimir Putin) este o formă de gaslighting care are ca scop controlul politic.
Un fragment din telenovela britanică radio The Archers din 2016 include gaslighting.